# Віялохвістка чорновола
Віялохвістка чорновола (Rhipidura matthiae) — вид горобцеподібних птахів родини віялохвісткових (Rhipiduridae).

## Поширення
Ендемік Папуа Нової Гвінеї. Поширений лише на острові Муссау з архіпелагу Сент-Маттіас.